# ديفيد دو
ديفيد دو هو لاعب كرة قدم كندي، ولد في 30 نوفمبر 2000 في مونروفيا في ليبيريا. لعب مع نادي إدمونتون.

## وصلات خارجية
- ديفيد دو على موقع قاعدة بيانات كرة القدم.إي يو (الإنجليزية)
- ديفيد دو على موقع Soccerway.com (الإنجليزية)